# Brazoria (Teksas)
Brazoria je grad u američkoj saveznoj državi Teksas. Prema popisu stanovništva iz 2010. u njemu je živjelo 3.019 stanovnika.